# День

День частина доби після сходу сонця

Де́нь — проміжок часу доби від сходу до заходу сонця.

## Тривалість дня в різних широтах планети
Тривалість дня залежить від географічної широти пункту спостереження і часу року, зміна тривалості дня протягом року є наслідком нахилу площини екватора Землі до площини екліптики, який становить приблизно 23°26′: при річному русі Землі навколо Сонця видиме положення Сонця переходить з південної півкулі небесної сфери в північне і, відповідно, змінюється полуденна висота Сонця над горизонтом.
У північній півкулі найкоротшим днем є день зимового сонцестояння, найдовшим — день літнього сонцестояння, при весняних і осінніх рівноденнях тривалості дня і ночі рівні.
У межах полярних кіл тривалість дня у літній період перевищує добу, це явище отримало назву полярного дня. Тривалість полярного дня максимальна на полюсах Землі і становить більше шести місяців (на Північному полюсі — приблизно з 18 березня по 26 вересня).

## Цікаві факти
- В ужитку добу люди часто називають днем.
- Тривалість дня залежить від пори року.
- День у середньому довший за ніч. Це пояснюється по-перше, явищем рефракції, а по-друге тим, що моментами сходу та заходу вважаються поява з-за горизонту і зникнення за ним краю Сонця, а не його центру.
- Тривалість доби залежить від положення планети у космічному просторі, віддалення від Місяця і т. д. Наприклад, після зіткнення землі з Теєю тривалість доби тривала 5 годин, і лише після утворення Місяця з уламків Теї доба стала дорівнювати 24 годинам.

## Сучасне літочислення у днях
У всіх державах Європи та більшості країн світу сучасне літочислення у днях, місяцях та роках нашої ери, включно з XXI століттям та 3-тім тисячоліттям ведеться від Різдва Христового і позначається латинською > Anno Domini, або скорочено: A.D./AD. Повністю фраза звучить: лат. Anno Domini Nostri Iesu Christi (в рік Господа нашого Ісуса Христа). За таким літочисленням нульового року немає, тому 1 рік AD (нової ери) йде відразу ж після 1 року до Різдва Христового (до нової ери).
В українській мові вживається відповідник «рік Божий», «року Божого» (р. Б.).